# Digicipher 2
DigiCipher 2(줄여서 DCII)는 디지털 신호 압축 표준이다. 많은 통신 위성 텔레비전과 음성 신호에 쓰인다. DCII 표준은 원래 1997년 General Instrument(GI)에서 개발했고, GI는 현재 Motorola의 브로드밴드 사업부가 되었다.
북미에서 최초로 시도된 디지털 신호 암호 및 압축 표준은 DigiCipher 1 이었다. DigiCipher 1은 1990년 6월에 처음 채택된 전디지털 동시 방송 시스템이었다. 그 후에 1991년 MIT와 공동 개발 과정을 거쳐서 전디지털 HDTV 시스템인 CCDC를 제안하게 된다. DigiCipher 시스템은 720x1280 화소, 59.94fps, 16:9 종횡비를 가진다. 현재 사용되는 지상파 전송과 잘 맞고, 현재 사용중인 채널 대역폭을 활용하는 데 매우 효율적이라는 평가가 있다. DCII는 DVB 기반의 지상파 디지털 텔레비전 압축보다 먼저 나왔기 때문에 결과적으로 DCII와 DVB 표준은 서로 호환되지 않는다.
DigiCipher 2와 DVB 의 주된 차이점은 각 표준이 SI(System Information)를 어떻게 다루냐에 있다. 또, DigiCipher 2는 다운링크 주파수에 들어 있는 가상 채널 번호를 인식할 수 있다. 반면에 DVB 신호에는 가상 채널 번호가 없다.